# Brasiliens Grand Prix 2009
Brasiliens Grand Prix 2009 var det sextonde av 17 lopp ingående i formel 1-VM 2009.

## Resultat
1. Mark Webber, Red Bull-Renault, 10 poäng
2. Robert Kubica, BMW Sauber, 8
3. Lewis Hamilton, McLaren-Mercedes, 6
4. Sebastian Vettel, Red Bull-Renault, 5
5. Jenson Button, Brawn-Mercedes, 4
6. Kimi Räikkönen, Ferrari, 3
7. Sébastien Buemi, Toro Rosso-Ferrari, 2
8. Rubens Barrichello, Brawn-Mercedes, 1
9. Kamui Kobayashi, Toyota
10. Giancarlo Fisichella, Ferrari
11. Vitantonio Liuzzi, Force India-Mercedes
12. Heikki Kovalainen, McLaren-Mercedes
13. Romain Grosjean, Renault
14. Jaime Alguersuari, Toro Rosso-Ferrari

### Förare som bröt loppet
- Kazuki Nakajima, Williams-Toyota
- Nico Rosberg, Williams-Toyota
- Nick Heidfeld, BMW Sauber
- Adrian Sutil, Force India-Mercedes
- Jarno Trulli, Toyota
- Fernando Alonso, Renault